# 山下令雄
山下 令雄（やました れお、1998年5月19日 - ）は、大阪府出身の元サッカー選手。ポジションはDF。

## 来歴
ガンバ大阪のアカデミー出身。U-18チームに所属していた2016年6月17日、2種登録選手としてトップチームに登録された。同月26日、J3第14節ガンバ大阪U-23対福島ユナイテッドFCの試合に出場しJリーグデビューを果たした。高校卒業後はトップチームに昇格せず、近畿大学に進学。
2021年1月13日、2021年シーズンからのFC琉球加入内定が発表された。
2022年シーズンの出場は1試合にとどまり、同年11月2日、FC琉球は契約期間の満了と来シーズンの契約を結ばないことを発表。
同年11月29日、カンセキスタジアムとちぎで行われたJリーグ合同トライアウトに出場した。移籍先を探すが現役続行を断念。2023年3月13日に引退を発表した。

## 所属クラブ
- 八尾大正FC
- ガンバ大阪Jr.ユース
- ガンバ大阪ユース
  - 2016年6月 - 同年12月  ガンバ大阪（2種登録選手）
- 近畿大学
- 2021年 - 2022年  FC琉球

## 個人成績
| 国内大会個人成績 | 国内大会個人成績 | 国内大会個人成績 | 国内大会個人成績 | 国内大会個人成績 | 国内大会個人成績 | 国内大会個人成績 | 国内大会個人成績 | 国内大会個人成績 | 国内大会個人成績 | 国内大会個人成績 | 国内大会個人成績 |
| 年度             | クラブ           | 背番号           | リーグ           | リーグ戦         | リーグ戦         | リーグ杯         | リーグ杯         | オープン杯       | オープン杯       | 期間通算         | 期間通算         |
| 年度             | クラブ           | 背番号           | リーグ           | 出場             | 得点             | 出場             | 得点             | 出場             | 得点             | 出場             | 得点             |
| 日本             | 日本             | 日本             | 日本             | リーグ戦         | リーグ戦         | リーグ杯         | リーグ杯         | 天皇杯           | 天皇杯           | 期間通算         | 期間通算         |
| ---------------- | ---------------- | ---------------- | ---------------- | ---------------- | ---------------- | ---------------- | ---------------- | ---------------- | ---------------- | ---------------- | ---------------- |
| 2016             | G大23            | 51               | J3               | 1                | 0                | -                | -                | -                | -                | 1                | 0                |
| 2021             | 琉球             | 25               | J2               | 1                | 0                | -                | -                | 1                | 0                | 2                | 0                |
| 2022             | 琉球             | 5                | J2               | 1                | 0                | -                | -                | 0                | 0                | 1                | 0                |
| 通算             | 日本             | 日本             | J2               | 2                | 0                | -                | -                | 1                | 0                | 3                | 0                |
| 通算             | 日本             | 日本             | J3               | 1                | 0                | -                | -                | -                | -                | 1                | 0                |
| 総通算           | 総通算           | 総通算           | 総通算           | 3                | 0                | -                | -                | 1                | 0                | 4                | 0                |

- 2016年は2種登録選手
- Jリーグ初出場 - 2016年6月26日 J3第14節 vs福島ユナイテッドFC（とうほう・みんなのスタジアム）